# دووامیش

دووامیش (لوشودسید: Dxʷdəwʔabš) نام افرادی است که به زبان لوشودسید، زبانی سرخ‌پوستی در شرق واشینگتن سخن می‌گویند. این افراد در خومه‌های سیاتل از ۱۰٬۰۰۰ سال پیش زندگی می‌کردند.